# Metro v Samaře
Metro v Samaře, Samarské metro (rusky Самарский Метрополитен) je síť metra pod ruským velkoměstem Samara. Otevřeno bylo v roce 1987, je to tak pátá nejstarší podzemní dráha v Ruské federaci a dvanáctá v bývalém Sovětském svazu.

## Vznik a vývoj
Mohutný rozvoj města v druhé polovině 20. století měl za následek značný růst počtu obyvatel. Taková situace způsobovala rostoucí dopravní problémy. První projekty podzemní dráhy se objevily v 70. letech, o další desetiletí později se začalo s výstavbou. První úsek metra navrhl moskevský ústav Metrogiprotrans; schválen byl 23. května 1980. Jednalo se o úsek dlouhý 17,3 km s celkem třinácti stanicemi. Náklady se vyšplhaly na 225 milionů rublů (v cenách z roku 1969), zajištěna měla být doprava centra města a průmyslové Bezymjanské zóny.
Slavnostní otevření prvního úseku bylo 26. prosince 1987. První úsek (Poběda – Jungorodok) měl 4 stanice (nebyla dobudována celá plánovaná trať) a jedno depo. Nová trať metra zkrátila jízdní doby mezi průmyslovými čtvrtěmi na okraji města a obytnými v centru. V tehdejším Kujbyševu tak byl zprovozněn Kujbyševskij metropoliten. Všechny stanice byly podzemní, výjimkou byl povrchový Jungorodok.
První úsek, dlouhý 4,5 km se začal okamžitě po svém otevření na severozápadním konci prodlužovat. Stavební práce však zpomalil rozpad SSSR (finanční prostředky uvolňované na stavbu metra klesaly s každým rokem) a následná změna společensko-ekonomických podmínek v zemi. Celý projekt byl převeden na město, zrušena tedy byla celoruská jednotka pro organizaci výstavby podzemních drah v zemi. Roku 1992 tak byla otevřena pouze stanice Sovětskaja (ačkoliv SSSR již paradoxně rok neexistoval), provozovaná trasa se rozrostla o 1 623 m kolejí. Stanice Sportivnaja se zprovoznila o rok později, v březnu 1993 a Gagarinskaja v prosinci téhož roku.
Předposledním přírůstkem bylo zprovoznění 1 300 m dlouhého jednokolejného úseku ukončeného stanicí Moskovskaja v prosinci 2002 (fungovala tedy jen část stanice; její druhá polovina byla následně otevřena po dokončení stanice Rossijskaja 26. prosince roku 2007). V únoru 2007 začala výstavba tunelu do stanice Alabinskaja, tento úsek byl zprovozněn 1. února 2015.